# Solanum nava
Solanum nava ist eine extrem seltene oder bereits ausgestorbene Pflanzenart aus der Gattung der Nachtschatten (Solanum). Sie ist oder war auf der Insel Teneriffa endemisch.

## Merkmale
Solanum nava ist eine krautige Pflanze oder ein Halbstrauch, der eine Höhe von einem Meter erreichen kann. Der grüne, aufgerichtete, hohle, fleischige Stamm ist mit dichten drüsigen Trichomen bedeckt. Sie sind 0,5 bis 1 mm lang und mit einfachen, einreihigen bis zu 2 mm langen Trichomen vermischt. Die einfachen, eiförmigen Laubblätter sind 4 bis 9 Zentimeter lang und 2 bis 7 Zentimeter breit. Es gibt sechs Paare von primären Blattadern. Beide Blattseiten sind mit dichten Drüsenhärchen bedeckt. Der Blattgrund ist herzförmig. Der Blattrand ist ganzrandig und dicht mit dicht drüsigen Wimperhärchen bedeckt. Die Blattspitze ist spitz bis zugespitzt. Die dicht behaarten Blattstiele sind 1,5 bis 3 Zentimeter lang.
Die zwischen den Knoten, meist unter den Blättern sitzenden, einfachen Blütenstände sind 2 bis 8 Zentimeter lang und bestehen aus drei bis sechs Blüten. Die Blütenstände sind mit dichten, drüsigen, ungefähr 0,5 mm langen Trichomen bedeckt. Die Blütenstiele sind 0,3 bis 2 Zentimeter langen. Die Knospen sind ellipsoid und stehen vor dem Aufblühen weit aus dem Kelch heraus. Der Kelch besteht aus einer breit becherförmigen Kelchröhre, die mit 8 bis 10 mm langen Kelchlappen besetzt sind. Sie sind schmal elliptisch geformt und nach vorn spitz. Innen sind sie drüsig, außen mit einfachen Trichomen spärlich behaart. Die Krone hat einen Durchmesser von 3 bis 4 Zentimeter. Sie ist blass violett gefärbt, das Zentrum und die Hauptadern sind dunkler. Die fein dreieckigen, etwa 1 mm langen Kronlappen sind zur Blütezeit flach oder leicht zurückgebogen. Die Staubbeutel treten in drei verschiedenen Größen auf: Zwei sind 8 bis 11 mm lang, zwei weitere sind 6 bis 7 mm lang und der kürzeste ist nur 3 bis 4,5 mm lang. Sie sind jeweils 1 bis 1,5 mm breit und öffnen sich über Poren an den Spitzen, die sich später zu Schlitzen erweitern. Alle bis auf den kürzesten Staubbeutel sind mit einem Horn besetzt, das 1 bis 1,5 mm groß ist und 2 bis 4 mm oberhalb der Basis steht und schwarz gefärbt ist. Der Fruchtknoten ist konisch und unbehaart, er trägt einen 1 bis 1,3 Zentimeter langen Griffel und ist stark aufwärts gebogen und endet in einer fein köpfchenförmigen, papillösen Narbe.
Die Frucht ist eine abgeflacht kugelförmige Beere mit einem dünnen Perikarp, die einen Durchmesser von ungefähr einem Zentimeter aufweist. Bei Reife ist rötlich orange oder rot gefärbt. Die Fruchtstiele sind 1,2 bis 1,5 Zentimeter lang und nicht merklich verholzt. Die eiförmigen Samen messen ungefähr 4 × 3 Millimeter. Sie sind dunkel rötlich-braun gefärbt und haben unregelmäßig gekerbte Ränder.

## Vorkommen und Standorte
Das Vorkommen von Solanum nava ist auf Lorbeerwälder am Cruz de Taborno im Anaga-Gebirge auf Teneriffa beschränkt. Die Pflanze bevorzugt sonnige Lichtungen.

## Status
Solanum nava galt lange als ausgestorben, bis sie zuerst 1973 und ein weiteres Mal im Jahre 1982 wiederentdeckt wurde. Zum letzten Mal nachgewiesen wurde die Art im Jahre 1984. Vermutlich hat die Zerstörung des Lorbeerwaldes erneut zu einem Verschwinden geführt. In der Ausgabe 2008 der Roten Liste der gefährdeten Blütenpflanzen Spaniens wird sie als ausgestorben gelistet.

## Systematik
1852 wurde Solanum nava von Michel Félix Dunal in die ehemalige Sektion Tuberarium (wozu unter anderem die Kartoffel zählte) gestellt. 1912 schuf Georg Bitter für diese und die nahe verwandte Art Solanum trisectum von Madeira die eigenständige Sektion Normania innerhalb der Gattung der Nachtschatten. 1993 erhob Javier Francisco-Ortega die Sektion Normania zur Gattung, die sich von Solanum durch ihre hornförmigen Staubbeutel, die zygomorphen Blüten und eine eigenständige Samen- und Pollenmorphologie unterscheidet. 2001 zeigten Lynn Bohs und Richard Olmstead durch morphologische Analysen auf, das Solanum nava zusammen mit Solanum herculeum, die zuvor der Gattung Triguera angehörte, eine eigenständige Klade innerhalb der monophyletischen Gattung Solanum bildet.